# Der Richter und der Teufel
Der Richter und der Teufel ist ein Märchen (AaTh 1186) aus Ludwig Bechsteins Deutsches Märchenbuch. Es steht sowohl in der Erstausgabe von 1845 (als Nr. 23), als auch in der Ausgabe letzter Hand von 1857 (als Nr. 18) und basiert auf einem Text aus dem 13. Jahrhundert in Joseph von Laßbergs Liedersaal.

## Inhalt

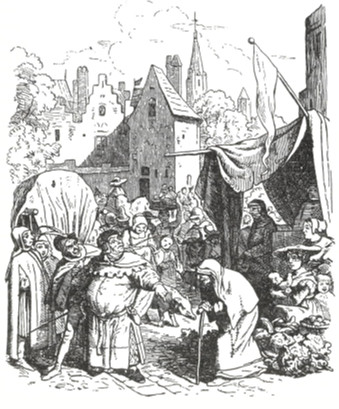
Holzschnitt, Ludwig Richter

Das Märchen berichtet vom reichen Richter einer Stadt, der rücksichtslos, ungerecht und geizig ist.
Am Morgen eines Markttages reitet er aus, um seinen Weinberg zu besichtigen, als ihm ein kostbar gekleideter, vornehm aussehender Mann begegnet. Der Richter erkundigt sich sehr unhöflich danach, wer der Fremde sei und woher er komme. Als dieser ihm antwortet, dass es besser für ihn sei, dies nicht zu wissen, droht ihm der Richter mit dem Tod. Daraufhin gibt sich der Fremde als Teufel zu erkennen.
Der Richter will weiter wissen, was der Teufel in der Stadt zu tun gedenke. Der gibt ihm zu verstehen, dass ihm an diesem Tag die Macht gegeben ist, das mit sich zu nehmen, was ihm in vollem Ernst gegeben wird. Der Richter fordert den Teufel auf, ihn mitgehen zu lassen, damit er sehe, was man dem Teufel in der Stadt gibt. Der Teufel versucht es ihm auszureden, doch der Richter zwingt den Teufel unter Anrufung Gottes dazu, so dass der Teufel nicht anders kann, als den Richter mitzunehmen. Auf dem Markt angekommen, gibt man dem Richter zu trinken, er reicht auch dem Teufel weiter, der aber lehnt ab. Ein Schwein wird von einer Frau zum Teufel gewünscht, danach ein Kind, als drittes ein weiteres Kind. Der Richter fordert den Teufel jedes Mal zum Zugreifen auf; der Teufel lehnt aber ab, da es nicht ernst gemeint sei. Zuletzt begegnen sie einer alten, kranken, bekümmerten Frau. Als diese den Richter erblickt, beginnt sie zu klagen: Der Richter nahm ihr in seiner Ungerechtigkeit ihre einzige Kuh, die alles war, was sie noch zum Leben hatte. Sie wünscht ihn zum Teufel. Der Teufel bemerkt, dies sei ernst gemeint, packt den Richter bei den Haaren und fliegt mit ihm durch die Luft davon.
Das Märchen endet mit der Moral:
»Es ist ein unweiser Rat,
Der mit dem Teufel umgaht.
Wer gern mit ihm umfährt,
Dem wird ein böser Lohn beschert.«

## Herkunft
Bechstein nennt als Quelle „Laßbergs Lieder-Saal I“, wo es unter gleichem Namen als Nr. 132 steht. Laßberg stellt dem 13-strophigen Gedicht eine Inhaltsangabe in heute verständlichem Deutsch voran. Richter und Teufel sehen ein Schwein, ein Rind und dann ein Kind, eine Steigerung also, die Bechstein wohl übersah. Der Teufel krallt sich den Richter und „fur vor allem Volke mit ihm dahin.“ Laßberg schloss: „Mit dem Teufel soll man weder in Ernst, noch aus Scherz sich gemein machen.“ Das Märchen ist die Übertragung einer mittelhochdeutschen Kurzerzählung ins Neuhochdeutsche. Der Text ist ursprünglich ein Spruchgedicht eines Dichters, dessen richtiger Name der Forschung unbekannt ist, der aber in der Literatur "Der Stricker" genannt wird. Er stammt vermutlich aus dem Fränkischen und wirkte in der ersten Hälfte des 13. Jahrhunderts, etwa von 1230 bis 1250 in Österreich. Seine Kurzerzählungen gelten als seine bedeutendste literarische Leistung. Der Richter und der Teufel des Strickers ist in mehreren Handschriften überliefert.

## Trivia
Das Märchen wurde im Jahr 1994 von der Band Corvus Corax für ihre Kinder-CD Corvus Corax erzählen Märchen aus alter Zeit ausgewählt. Dort wird die Handlung in die Hansestadt Wismar verlegt. 1989 wurde der literarische Stoff vom Berliner Regisseur Holger Mandel in einem 16-mm-Tonfilm umgesetzt.